# Ministero dei trasporti (Russia)
Il Ministero dei trasporti (in russo Министерство транспорта?, Ministerstvo transporta) è un dicastero del governo russo responsabile dello sviluppo delle politiche pubbliche e delle normative in materia di aviazione commerciale, trasporto marittimo, trasporto per vie navigabili interne, ferrovie, trasporto stradale, sistemi metropolitani e commerciali e mezzi di trasporto. Il ministero è anche responsabile per il rilievo, la mappatura e la denominazione degli elementi geografici fisici.
Il ministro in carica nel secondo governo Mišustin è Andrej Nikitin dal 7 luglio 2025.

## Storia
Il ministero fu creato nel 1809 con il nome di Ministero dei trasporti ferroviari dell'Impero russo. Dopo la rivoluzione del 1917 divenne noto come Commissariato popolare per le ferrovie dell'URSS e, dopo il 1946, come Ministero delle ferrovie, espandendo successivamente la sua area di influenza, diventando Ministero dei trasporti dell'URSS. In seguito al crollo dell'Unione Sovietica fu assunse la denominazione di Ministero dei trasporti della Repubblica Socialista Federativa Sovietica Russa. Il 25 dicembre 1991, quando il paese cambiò nome in Federazione Russa, l'ente fu chiamato Ministero dei trasporti della Federazione Russa.
Per un breve periodo (dal 9 marzo 2004 al 20 maggio 2004) l'istituzione è stata unificata al Ministero delle comunicazioni e dell'informazione con il nome di Ministero dei trasporti e delle comunicazioni della Federazione Russa.

## Agenzie subordinate
- Servizio federale per la supervisione dei trasporti ("Rostransnadzor"; Федеральная служба по надзору в сфере транспорта, Ространснадзор). Istituito nel 2004.
- Agenzia federale per il trasporto aereo (FATA) ("Rosaviatsia"; Федеральное агентство воздушного транспорта, Росавиация). Costituita nel 1964 come Ministero per il trasporto aereo civile nell'Unione Sovietica, responsabile per l'ispezione del trasporto aereo civile. Nomi precedenti: Dipartimento per il trasporto aereo in subordine al Ministero dei trasporti (1991-1995), Servizio aereo federale (1996-1998), Servizio federale per il trasporto aereo (1999), Servizio statale per l'aviazione civile (2000-2003), dal 2004 porta il nome attuale.
- Agenzia delle strade federali ("Rosavtodor"; Федеральное дорожное агентство, Росавтодор)
- Agenzia federale dei trasporti ferroviari ("Roszheldor"; Федеральное агентство железнодорожного транспорта), costituita nel 2004 su base del precedente ministero delle ferrovie che è stato sciolto.
- Agenzia federale per il trasporto marittimo e fluviale della Russia ("Rosmorrechflot"; Федеральное агентство морского и речного транспорта, Росморречфлот).

## Elenco dei ministri (dal 1991)
| Ministro       | Ministro               | Partito                                 | Governo           | Mandato           | Mandato          |
| Ministro       | Ministro               | Partito                                 | Governo           | Inizio            | Fine             |
| -------------- | ---------------------- | --------------------------------------- | ----------------- | ----------------- | ---------------- |
|                | Vitalij Efimov (1940)  | Partito Comunista dell'Unione Sovietica | El'cin-Gajdar     | 25 dicembre 1991  | 23 dicembre 1992 |
| Černomyrdin I  | Vitalij Efimov (1940)  | Partito Comunista dell'Unione Sovietica | 23 dicembre 1992  | 12 gennaio 1996   |                  |
| Černomyrdin I  |                        | Nikolai Cach (1939)                     | Indipendente      | 12 gennaio 1996   | 14 agosto 1996   |
| Černomyrdin II | 14 agosto 1996         | Nikolai Cach (1939)                     | Indipendente      | 28 febbraio 1998  |                  |
| Černomyrdin II |                        | Sergej Frank (1960)                     | Indipendente      | 2 marzo 1998      | 24 aprile 1998   |
| Kirienko       | 24 aprile 1998         | Sergej Frank (1960)                     | Indipendente      | 11 settembre 1998 |                  |
| Primakov       | 11 settembre 1998      | Sergej Frank (1960)                     | Indipendente      | 19 maggio 1999    |                  |
| Stepašin       | 19 maggio 1999         | Sergej Frank (1960)                     | Indipendente      | 16 agosto 1999    |                  |
| Putin I        | 16 agosto 1999         | Sergej Frank (1960)                     | Indipendente      | 19 maggio 2000    |                  |
| Kas'janov      | 19 maggio 2000         | Sergej Frank (1960)                     | Indipendente      | 5 marzo 2004      |                  |
|                | Igor' Levitin (1952)   | Russia Unita                            | Fradkov I         | 9 marzo 2004      | 12 maggio 2004   |
| Fradkov II     | Igor' Levitin (1952)   | Russia Unita                            | 12 maggio 2004    | 14 settembre 2007 |                  |
| Zubkov         | Igor' Levitin (1952)   | Russia Unita                            | 14 settembre 2007 | 8 maggio 2008     |                  |
| Putin II       | Igor' Levitin (1952)   | Russia Unita                            | 8 maggio 2008     | 21 maggio 2012    |                  |
|                | Maksim Sokolov (1968)  | Russia Unita                            | Medvedev I        | 21 maggio 2012    | 18 maggio 2018   |
|                | Evgenij Ditrich (1973) | Russia Unita                            | Medvedev II       | 18 maggio 2018    | 21 gennaio 2020  |
| Mišustin I     | Evgenij Ditrich (1973) | Russia Unita                            | 21 gennaio 2020   | 10 novembre 2020  |                  |
| Mišustin I     |                        | Vitalij Savel'ev (1954)                 | Russia Unita      | 10 novembre 2020  | 7 maggio 2024    |
| Mišustin II    | 7 maggio 2024          | Vitalij Savel'ev (1954)                 | Russia Unita      | 14 maggio 2024    |                  |
| Mišustin II    |                        | Roman Starovojt (1972-2025)             | Russia Unita      | 14 maggio 2024    | 7 luglio 2025    |
| Mišustin II    |                        | Andrej Nikitin (1979)                   | Russia Unita      | 7 luglio 2025     | in carica        |